# District de Licang
Le district de Licang (李沧区 ; pinyin : Lǐcāng Qū) est une subdivision administrative de la province du Shandong en Chine. Il est placé sous la juridiction de la ville sous-provinciale de Qingdao.